# 安韦勒
安韦勒（法語：Ainvelle，法語發音：[ɛ̃vɛl] ⓘ）是法国大東部大區孚日省的一个市镇，属于讷沙托区。

## 地理
安韦勒（47°59'50"N, 5°49'42"E）面积9.03 平方千米，位于法国大東部大區孚日省，该省份为法国东北部内陆省份，北起默兹省和默尔特-摩泽尔省，西接上马恩省，南至上索恩省和贝尔福地区省，东临上莱茵省和下莱茵省。
与安韦勒接壤的市镇（或旧市镇、城区）包括：伊什、瑟奈德、莱通、阿庞斯河畔弗雷讷、富谢库尔。

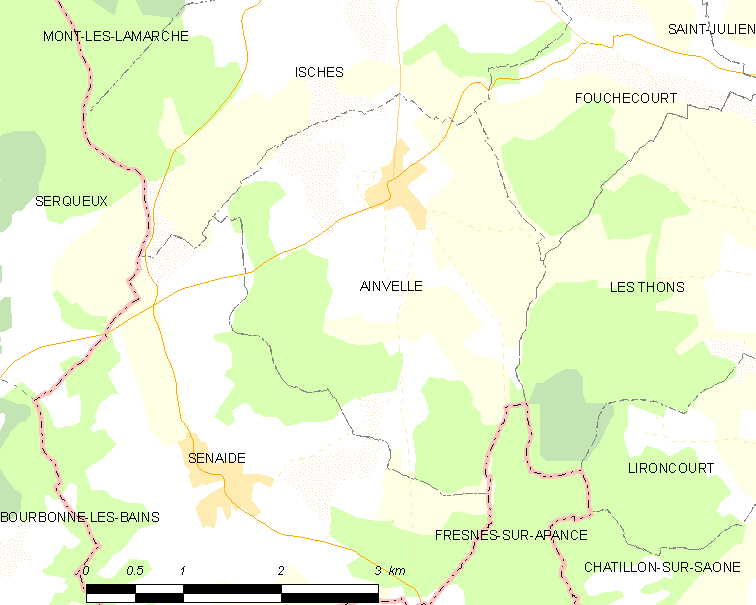
安韦勒的OSM定位图

安韦勒的时区为UTC+01:00、UTC+02:00（夏令时）。

## 行政
安韦勒的邮政编码为88320，INSEE市镇编码为88004。

## 政治
安韦勒所属的省级选区为达尔内县。

## 人口

1962-2008年间安韦勒人口变化图示

安韦勒于2022年1月1日时的人口数量为136人。